# Laxtjärnen (Älvdalens socken, Dalarna)
Laxtjärnen är en sjö i Älvdalens kommun i Dalarna och ingår i Dalälvens huvudavrinningsområde.